# Kristina Erman
Kristina Erman (* 28. Juni 1993 in Ljubljana) ist eine slowenische Fußballspielerin.

## Karriere

### Verein
Erman startete ihre Karriere in der Jugend des FC Sevnica. Im Sommer 2008 verließ sie ihren Heimatort und wechselte in die slowenische 1. SŽNL, wo sie in ihrer ersten Seniorensaison in 20 Spielen 18 Tore erzielen konnte. Mit dem ŽNK Krka wurde Erman in ihrer ersten Saison Meister der slowenischen Liga und gab am 30. Juli 2009 ihr internationales Debüt in der UEFA Women’s Champions League gegen Trabzonspor. Nachdem sie bis zum Sommer 2011 für ŽNK Krka insgesamt 42 Tore erzielt hatte, wechselte sie im Juli zum Ligarivalen ŽNK Jevnica. Dort kam sie verletzungsbedingt nur zu fünf Einsätzen und erzielte dabei zwei Tore. Nach der Saison 2011/12 verließ sie Jevnica und wechselte zum ŽNK Rudar Skale. Nachdem Erman sich in den letzten Jahren einen Namen gemacht hatte, wurde sie am 13. Februar 2012 in ihrem Heimatort Sevnica zur „Spielerin des Jahres 2011“ gekürt.
Am 31. Januar 2013, dem letzten Tag der Wintertransferperiode 2012/13, wechselte sie zum österreichischen Bundesligisten FC Südburgenland. Am 3. März 2013 gab sie ihr Liga-Debüt für den FC Südburgenland in der ÖFB-Frauenliga gegen den FC Wacker Innsbruck. Nachdem sie in der Rückrunde 2 Tore in 9 Spielen für Südburgenland erzielt hatte, kehrte sie im Juni 2013 nach Slowenien zurück. Sie unterschrieb für den amtierenden Meister ŽNK Pomurje Beltinci. Erman lief bis zum Winter in 8 Spielen auf und erzielte dabei kein Tor, worauf sie sich im Dezember 2013 für einen Wechsel nach Italien zum Eurospin Torres entschied. Nachdem Erman 9 Spiele für Eurospin Torres in der Serie A spielte und mit der Mannschaft den Titel gewann, kehrte sie nach Slowenien zum ŽNK Pomurje Beltinci zurück.

### Nationalmannschaft
Erman ist A-Nationalspielerin von Slowenien. Sie gab ihr A-Länderspieldebüt im EM-Qualifikationsspiel am 15. September 2012 gegen die Kroatische Fußballnationalmannschaft der Frauen.

## Privates
Erman besuchte bis zu ihrem Wechsel nach Österreich die medizinische Fachhochschule Srednja Zdravstvena Šola Ljubljana.